# Ryō Miyaichi
Ryō Miyaichi (jap. 宮市亮 Miyaichi Ryō; ur. 14 grudnia 1992 w Okazaki) – japoński piłkarz występujący na pozycji pomocnika w niemieckim klubie St. Pauli.

## Kariera klubowa

### Początki kariery
Miyaichi urodził się w sportowej rodzinie. Jego ojciec Tatsuya grał w koszykówkę w klubie Toyota Motors, zaś brat Tsuyoshi również jest piłkarzem. Kariera Miyaichiego rozpoczęła się już w czasach szkolnych, gdy występował on w drużynie Sylphid FC.

### Arsenal
Latem 2010 roku Miyaichi trafił na testy do angielskiego Arsenalu, gdzie zaprezentował się na tyle dobrze, że menadżer Arsène Wenger postanowił podpisać z nim kontrakt. 31 stycznia 2011 roku Japończyk oficjalnie został zawodnikiem Arsenalu.

### Wypożyczenie do Feyenoordu
Od razu po podpisaniu umowy z Arsenalem Miyaichi został do końca sezonu wypożyczony do holenderskiego Feyenoordu. 6 lutego 2011 roku Japończyk zadebiutował w barwach klubu podczas zremisowanego 1:1 ligowego spotkania z Vitesse. Zagrał pełne 90 minut i został uznany piłkarzem meczu. Swoją pierwszą bramkę zdobył niespełna tydzień później w spotkaniu z Heraclesem Almelo. Zanotował także dwie asysty. 17 kwietnia 2011 roku Miyaichi strzelił dwa gole i zaliczył dwie asysty w wygranym 6:1 ligowym meczu z Willem II. Wówczas holenderskie media nadały mu przydomek „Ryodinho”, w nawiązaniu do brazylijskiego piłkarza Ronaldinho.

### Powrót do Arsenalu
Po zakończeniu sezonu 2010/11 Miyaich powrócił do Arsenalu i znalazł się w 23-osobowej kadrze na przedsezonowe zgrupowanie w Azji.
9 sierpnia 2011 roku Japończyk otrzymał pozwolenie na pracę w Anglii. 23 sierpnia 2011 roku Miyaichi zdobył swoją pierwszą bramkę na angielskich boiskach podczas meczu rezerw z Wigan Athletic. 20 września 2011 roku zadebiutował w barwach pierwszego zespołu w spotkaniu Pucharu Ligi Angielskiej z Shrewsbury Town. 7 listopada 2011 roku Miyaichi doznał kontuzji kostki podczas meczu rezerw z Fulham.

### Wypożyczenie do Boltonu
31 stycznia 2012 roku Miyaichi ponownie udał się na wypożyczenie, tym razem do Boltonu Wanderers. 11 lutego Japończyk zadebiutował w meczu z Wigan. 25 lutego podczas meczu Pucharu Anglii z Millwall F.C. Miyaichi po raz pierwszy wyszedł w podstawowym składzie, a także zdobył pierwszą bramkę w barwach klubu. Kibice Boltonu wybrali Japończyka zawodnikiem lutego.

### Wypożyczenie do Wigan
13 sierpnia 2012 roku Arsenal oficjalnie poinformował o kolejnym wypożyczeniu Miyaichiego, tym razem do drużyny Wigan Athletic. Tydzień później Japończyk zaliczył pierwszy występ w nowej drużynie podczas wygranego 4:1 meczu Pucharu Ligi z Nottingham Forest. Zaliczył także asystę przy bramce Calluma McManamana. Po trzech spotkaniach Miyaichi musiał pauzować z powodu kontuzji i do gry powrócił dopiero 9 marca, w meczu Pucharu Anglii z Evertonem. Pojawił się na boisku w 40. minucie, jednak jeszcze przed końcem spotkania musiał opuścić plac gry, gdyż w wyniku starcia z Kevinem Mirallasem doznał urazu kostki.

## Kariera reprezentacyjna
Miyaichi ma za sobą liczne występy w juniorskich i młodzieżowych reprezentacjach Japonii. W 2009 roku wraz z kadrą do lat 17 wziął udział w młodzieżowych Mistrzostwach Świata. 23 maja 2012 roku Miyaichi zadebiutował w seniorskiej reprezentacji podczas meczu towarzyskiego z Azerbejdżanem.

## Statystyki kariery
(aktualne na dzień 24 listopada 2013)
| Klub                    | Sezon              | Liga               | Liga  | Liga   | Puchar kraju | Puchar kraju | Puchar ligi | Puchar ligi | Europa | Europa | Suma  | Suma   |
| Klub                    | Sezon              | Liga               | Mecze | Bramki | Mecze        | Bramki       | Mecze       | Bramki      | Mecze  | Bramki | Mecze | Bramki |
| ----------------------- | ------------------ | ------------------ | ----- | ------ | ------------ | ------------ | ----------- | ----------- | ------ | ------ | ----- | ------ |
| Feyenoord (wyp.)        | 2010/11            | Eredivisie         | 12    | 3      | 0            | 0            | –           | –           | 0      | 0      | 12    | 3      |
| Arsenal                 | 2011/12            | Premier League     | 0     | 0      | 0            | 0            | 2           | 0           | 0      | 0      | 2     | 0      |
| Bolton Wanderers (wyp.) | 2011/12            | Premier League     | 12    | 0      | 2            | 1            | 0           | 0           | –      | –      | 14    | 1      |
| Wigan Athletic (wyp.)   | 2012/13            | Premier League     | 4     | 0      | 1            | 0            | 2           | 0           | –      | –      | 7     | 0      |
| Arsenal                 | 2013/14            | Premier League     | 1     | 0      | 0            | 0            | 2           | 0           | 2      | 0      | 5     | 0      |
| Ogólnie w karierze      | Ogólnie w karierze | Ogólnie w karierze | 29    | 3      | 3            | 1            | 6           | 0           | 2      | 0      | 40    | 4      |

## Sukcesy

### Wigan Athletic
- Puchar Anglii (1): 2012/13